# Steve Finnan
Steve Finnan, né le 24 avril 1976 à Limerick en Irlande, est footballeur irlandais évoluant au poste de défenseur.

## Début de carrière
Finnan est né dans le Janesboro, dans la banlieue de Limerick en Irlande, mais part à Chelmsford (Angleterre) dès son plus jeune âge. Il commence sa carrière à Welling United, avant de passer professionnel à Birmingham City en 1995 mais après une poignée de matches il part à Notts County FC à Nottingham. C'est là qu'il se fait une place dans l'équipe première et attire la convoitise des clubs de première division.

## Fulham
Après ses bonnes prestations avec County durant la saison 1997-98, Fulham débourse 600 000 £ pour acquérir le jeune irlandais en novembre 1998. Il remporte alors  le championnat de seconde division en 1999 puis celui de première division en 2001.
Lors de sa première saison en Premier League, Finnan fait impression en aidant Fulham à se qualifier pour la Coupe Intertoto que Fulham remporte la saison suivante.

## Liverpool
Lors de l'été 2003, Finnan est courtisé par les plus grands clubs anglais. Il rejoint alors Liverpool FC pour 4,9 millions de livres sterling.
Sa première saison à Anfield Road est perturbée par une série de blessures. Cependant la saison est plutôt bonne pour Liverpool qui en terminant 4e du championnat anglais gagne le dernier billet anglais pour la Ligue des champions. 
Durant la saison 2004-05 il devient titulaire au poste d'arrière droit et le préféré des fans. Il joue la finale perdue de la Carling Cup contre Chelsea (3-2). Il démarre aussi la finale de la Ligue des champions remportée contre l'AC Milan. Malheureusement lors de cette même rencontre il se blesse et doit se faire remplacer à la mi-temps. Il fait une très bonne saison 2005-06 où il est régulier et commence ainsi la plupart des rencontres. À la fin de la saison, Liverpool remporte la Coupe d'Angleterre ce qui permet à Finnan d'ajouter un nouveau trophée à son palmarès. 
Lors de la saison 2006-07 il est le premier choix au poste d'arrière droit malgré l'arrivée de l'Espagnol Álvaro Arbeloa. Finnan se montre à nouveau à son plus haut niveau lors de cette saison, les fans l'élisent joueur de l'année sur le site internet de Liverpool. Il participe à la finale de la Ligue des champions 2006-2007 cette fois-ci remportée par les Italiens de Milan (2-1). Il sort à la 88e minute remplacé par Arbeloa.
Le 23 juillet, Finnan prolonge son contrat de 3 ans.
En septembre 2008, Finnan quitte le club pour l'Espanyol de Barcelone. Après une saison minée par les blessures, il décide de revenir en juillet 2009 en Angleterre, en rejoignant le Portsmouth FC.

## Carrière internationale
International espoir, Finnan rejoint l'équipe A en 2000 contre la Grèce après la blessure de Stephen Carr. 
Il s'installe définitivement dans le onze irlandais à la fin des qualifications pour la Coupe du monde 2002 quand lorsqu'il passe la balle à Jason McAteer qui marque l'unique but d'un match crucial contre les Pays-Bas. Il joue les quatre matchs au Japon et en Corée du Sud. Blessé, il ne peut participer à l'Euro 2004 mais est régulièrement utilisé lors des qualifications pour la Coupe du monde 2006.
Le 22 janvier 2008, et après 53 matches avec l'Irlande, il annonce sa retraite internationale. Mais en août 2008, il revient en arrière en acceptant d'être à nouveau sélectionné en équipe nationale.

## Vie privée
En avril 2005, Finnan est arrêté car il est soupçonné d'avoir causé la mort d'un homme lors d'un accident de voiture. L'accident a eu lieu le 27 janvier 2005 à Tuebrook dans la banlieue de Liverpool, alors que Steve Finnan était au volant de sa Range Rover.
Finnan a été relâché en attendant la suite de l'enquête, il fut ensuite innocenté pour manque de preuves.

## Palmarès
- Fulham FC (2) :
  - Championship :
    - Champion en 2001.

  - Coupe Intertoto :
    - Vainqueur en 2002
- Liverpool FC (4) :
  - Ligue des champions :
    - Vainqueur en 2005.
    - Finaliste en 2007.

  - Coupe d'Angleterre :
    - Vainqueur en 2006.

  - Community Shield ;
    - Vainqueur en 2006.

  - Supercoupe d'Europe :
    - Vainqueur en 2005.

  - Coupe de la Ligue d'Angleterre :
    - Finaliste en 2005.

  - Coupe du monde des clubs :
    - Finaliste en 2005.
- Portsmouth FC :
  - Coupe d'Angleterre :
    - Finaliste en 2010.